# Christian Archibald Herter
Christian Archibald Herter (ur. 28 marca 1895, zm. 30 grudnia 1966) – amerykański polityk i urzędnik; gubernator stanu Massachusetts w latach 1953-56 oraz sekretarz stanu w latach 1959-61.

## Młodość
Herter urodził się w Paryżu w rodzinie amerykańskich artystów-emigrantów, Alberta Hertera i Adeli McGinnis. Na miejscu uczęszczał do szkoły École Alsatienne (1901-1904), po czym po przeprowadzce do Nowego Jorku, uczył się w Browning School (1904-1911). W roku 1915 ukończył studia na Uniwersytecie Harvarda. W następnym roku został zatrudniony jako attaché w ambasadzie amerykańskiej w Berlinie. W roku 1919 uczestniczył w konferencji, której skutkiem było powołanie amerykańskiej Rady Stosunków Międzynarodowych.

## Życie osobiste
W roku 1917 Herter poślubił zamożną dziedziczkę Mary Caroline Pratt (1895-1980). Była ona córką Frederica B. Pratta, wieloletniego prezesa Instytutu Pratta. Jej pradziadkiem był jeden z założycieli koncernu Standard Oil, Charles Pratt. Herter miał trzech synów i córkę. Jeden z jego synów, Christian A. Herter Jr., zajmował się w dorosłym życiu sprawami międzynarodowymi.

## Kariera polityczna
W roku 1931 Herter został po raz pierwszy wybrany do Izby Reprezentantów stanu Massachusetts, w której ławach zasiadał do roku 1942. Wówczas ubiegał się z 10 dystryktu Massachusetts o miejsce w Izbie Reprezentantów Stanów Zjednoczonych. Jego rywalem był George H. Tinkham, którego izolacjonistyczne poglądy zaszkodziły mu w okresie II wojny światowej. Gdy Herter ogłosił, że będzie ubiegać się o miejsce w Izbie Reprezentantów, Tinkham wycofał się i otworzył Herterowi drogę do elekcji. Chociaż Herter krytykował politykę Nowego Ładu, zainicjowaną przez Franklina D. Roosevelta, wyróżnił się głównie dzięki swojej postawie w sprawach międzynarodowych (l. 1943-53). Szczególnie zasłynął w roku 1947 za sprawą tzw. Komitetu Hertera. Jego sprawozdanie przyczyniło się do sformułowania propozycji, które wcielono w życie w ramach Planu Marshalla, zrealizowanego za kadencji prezydenta Harry’ego Trumana. W międzyczasie Herter odmówił udziału w stałej komisji kongresowej ds. śledzenia działalności cudzoziemców. W roku 1947 założył Instytut Bliskowschodni ze słynnym wykładowcą George’em Campem Keiserem. W tym samym czasie zasiadał w radzie zarządzającej Światowej Fundacji na rzecz Pokoju (World Peace Foundation). Pozostał w Kongresie do roku 1953, gdy wybrano go na stanowisko gubernatora stanu Massachusetts.
Herter nie ubiegał się o reelekcję na stanowisku gubernatora w roku 1956. 21 lutego 1957 r. powierzono mu posadę podsekretarza stanu w administracji prezydenta Eisenhowera drugiej kadencji. Następnie, gdy ówczesny sekretarz stanu John Foster Dulles zapadł na ciężką chorobę, Herter objął jego urząd (22 kwietnia 1959r). Dulles zmarł miesiąc później. W roku 1961 Herter został udekorowany Medalem Wolności.
Po wyborach w roku 1960 nie pełnił żadnego oficjalnego stanowiska, jednak jako „starszy urzędnik” udzielał się w różnych radach i komisjach. Był również specjalnym reprezentantem w negocjacjach handlowych. Współpracował zarówno z Johnem F. Kennedym jak i Lyndonem Johnsonem, aż do swojej śmierci w roku 1966 w Waszyngtonie. Został pochowany na cmentarzu Prospect Hill w Millis, w stanie Massachusetts.
Christian Herter cieszył się dożywotnio reputacją internacjonalisty. Szczególnie angażował się w rozwój politycznych i gospodarczych stosunków w Europie.

## Dorobek
W roku 1943, wspólnie z Paulem Nitze (dalekim kuzynem), Herter założył Szkołę Zaawansowanych Studiów Międzynarodowych (School of Advanced International Studies), która w roku 1950 połączyła się z uniwersytetem im. Johna Hopkinsa. W dniu dzisiejszym, szkoła ta ma swoje oddziały w Waszyngtonie, Bolonii (we Włoszech) oraz w Nankinie (w Chinach). Uważana jest za światowego lidera w dziedzinie studiów związanych ze stosunkami międzynarodowymi, gospodarką i polityką.
W roku 1968 Amerykańskie Stowarzyszenie Służb Zagranicznych ustanowiło Nagrodę im. Christiana A. Hertera, którą odznaczani są zasłużeni dyplomaci. W roku 1968 Herter otrzymał tytuł doktora praw na koledżu Bates.
Rada Spraw Światowych w Bostonie (World Affairs Council of Boston), którą w latach 40. XX wieku współorganizował Herter, również przyznaje nagrodę jego imienia osobom, które odznaczyły się zasługami w sprawach międzynarodowych.
Na cześć Hertera nazwano park w Brighton w stanie Massacusetts. Jego prawnuk, John Herter, obecnie zasiada w składzie rady Brytyjskiej Wspólnoty Narodów. Ponadto budynek mieszczący wydział historii i sztuk wyzwolonych Uniwersytetu Massachusetts w Amherst nosi nazwę Herter Hall.
Herter był ostatnim sekretarzem stanu USA urodzonym w wieku XIX.

## Książki
- Christian Herter, Toward an Atlantic Community (1963)
- G. Bernard Noble, Christian A. Herter (Cooper Square, 1970)
- Herter, Christian Archibald, in American National Biography, 2000, American Council of * Learned Societies.